# メガ・ミリオンズ
メガ・ミリオンズ（Mega Millions）はアメリカ合衆国の45州で発売されている数字選択式宝くじ。

## 沿革

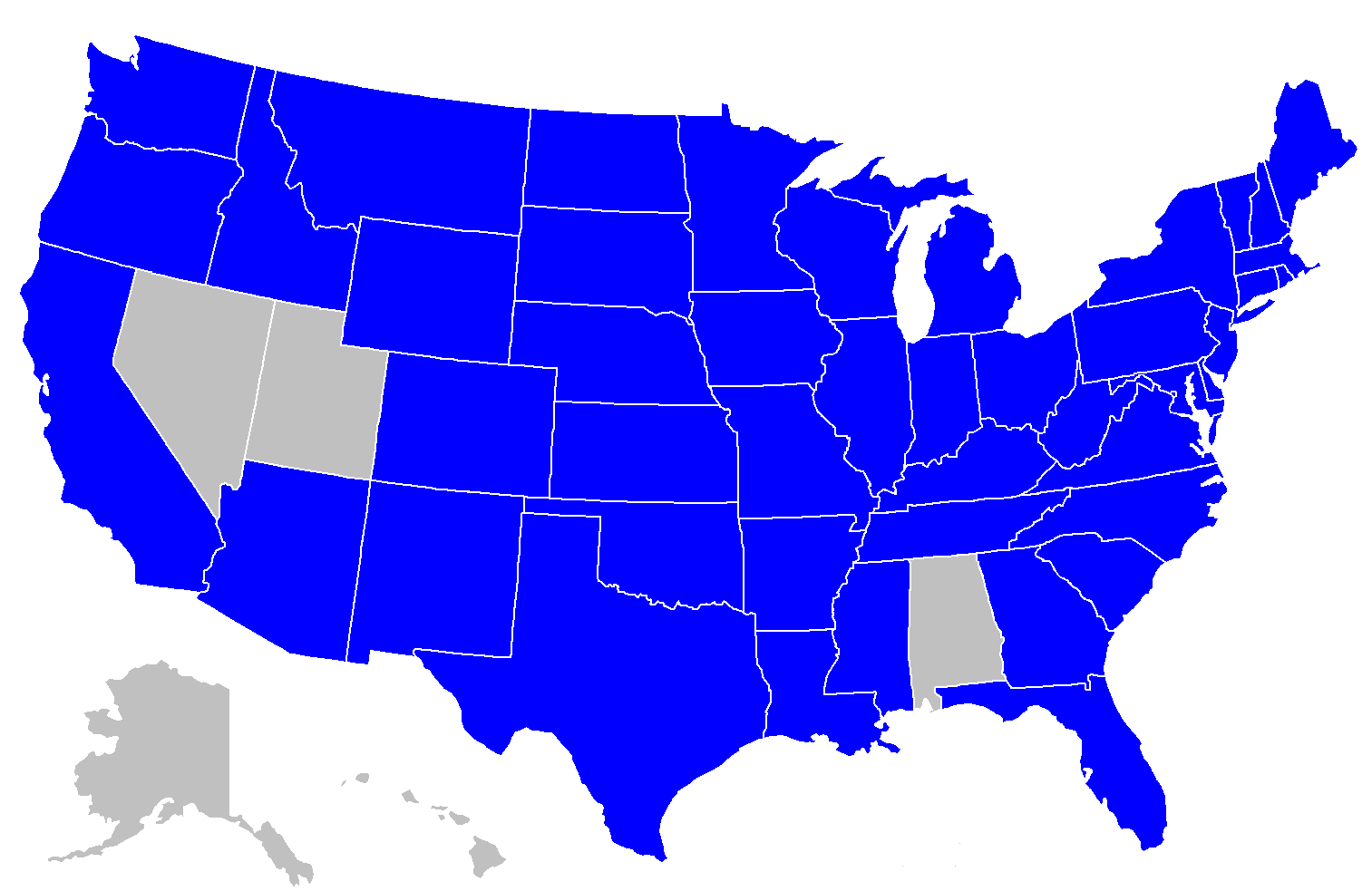
2020年6月現在発売されている州及びコロンビア特別区と米領ヴァージョン諸島（非表示）を青色で表示

メガ・ミリオンズは1996年8月31日にジョージア州、イリノイ州、メリーランド州、マサチューセッツ州、ミシガン州、バージニア州にて発売、9月6日に初めて抽せん会を行った。当時の名称はザ・ビッグ・ゲームであった。
その後、1999年にニュージャージー州、2002年5月にオハイオ州とニューヨーク州、同年9月にワシントン州、2003年にテキサス州、2005年にカリフォルニア州で販売が開始され、2020年現在アメリカ国内の45州とコロンビア特別区、アメリカ領ヴァージン諸島で販売されているが、アラバマ州、アラスカ州、ハワイ州、ネバダ州、ユタ州、米国自治領であるプエルトリコでは発売されておらず、日本国内では購入出来ない。一口2ドル。

## 方式
1から70までの数字（白ボール）を5つと1から25までのメガボールと呼ばれる数字を1つ選択する。すべて当てればジャックポット（大当たり）となる。ジャックポット以外でも、5個（白ボール5個、もしくは白ボール4個+メガボール1個）当たりから1個（メガボール1個当たりの場合のみ）まで、当たったボールの数と当せん者の数により賞金が設定されている。賞金額は条件により異なるが、白ボール5個一致で20から40万ドル程度、メガボール1個のみの当たりだと2ドル程度である。なお、白ボールのみ当たりの場合、3個以上当たりで初めて賞金の対象となり、2個または1個当たりの場合は賞金はない。
抽せんはアトランタのテレビ局WSB-TVで実施され、当せん者がいない場合は繰越しとなる。

## 高額ジャックポット
2007年3月6日抽せん分で、ジョージア州在住のトラック運転手が獲得した3億9000万ドルであった。2012年3月30日抽せん分では5億4000万ドルの繰越金となり、世界最高当せん金額（当時）を更新した。そのためメガ・ミリオンズを購入しようと全米中が販売店に殺到し、販売期間中15億ドルが売り上げた。そして3月30日午後11時（EDT）から行われた抽せんの結果、6億4000万ドルのジャックポットがメリーランド州、カンザス州、イリノイ州の3名がジャックポットとなり、当せん金は3人に山分けとなった。
2018年10月23日抽せん分では2番目の15億3700万ドルの繰越金となり、抽せんの結果、サウスカロライナ州から1枚当せんが判明し、単独当せん者としては最高額となった。
2013年12月17日抽せん分では歴代3番目の繰越金6億4000万ドルで、カリフォルニア州とジョージア州から2枚当せん。
なお高額当選の場合は一括払い・分割払いのどちらかを選択する。一括払いの場合は当選金の全額は受け取れずに数十パーセント差し引いた金額になるケースがほとんどである。分割払いの場合は全額受け取れるが、当選金を数十年単位にわたって受け取るケースが多い。
またアメリカでは宝くじで600ドル以上の当選は連邦税25％、州税5～6％の計30％ほど課税される。

## 当せん確率と当せん金
2017年10月28日発売からフォーマットが変更となり、ジャックポットの当せん確率は302,575,350分の1となった
。
| 白球一致数 | メガボール一致 | 賞金           | 確率             |
| ---------- | -------------- | -------------- | ---------------- |
| 5          | Yes            | ジャックポット | 1 in 302,575,350 |
| 5          | No             | $1,000,000     | 1 in 12,607,306  |
| 4          | Yes            | $10,000        | 1 in 931,001     |
| 4          | No             | $500           | 1 in 38,792      |
| 3          | Yes            | $200           | 1 in 14,547      |
| 3          | No             | $10            | 1 in 606         |
| 2          | Yes            | $10            | 1 in 693         |
| 1          | Yes            | $4             | 1 in 89          |
| 0          | Yes            | $2             | 1 in 37          |